# Jezerce
Jezerce falu Horvátországban Lika-Zengg megyében. Közigazgatásilag Plitvička Jezerához tartozik.

## Fekvése
Otocsántól légvonalban 31 km-re, közúton 57 km-re keletre, községközpontjától Korenicától légvonalban 15 km-re közúton 16 km-re északnyugatra, a Plitvicei-tavak Nemzeti Park területén, a tavaktól keletre az 1-es számú főút mellett egy északnyugat-délkeleti irányú völgyben fekszik. Oldalról 260–300 méter magas erdős magaslatok határolják.

## Története
A település neve tavacskát jelent, nevét egy egykor itt létezett kis tóról kapta. Története a 18. század végén kezdődött, amikor az 1791-es szisztovói béke után a törökök kiürítették a környező területeket és a határ megerősítésre került. A területre az otocsáni határőrvidék területéről főként szerb határőrcsaládok települtek be. 1852-ben August Billek otocsáni parancsnok megépíttette a Prijebojból Jezercén át a Plitvicei-tavakhoz vezető utat. A falunak 1890-ben 235, 1910-ben 254 lakosa volt. A trianoni békeszerződés előtt Lika-Korbava vármegye Korenicai járásához tartozott. Ezt követően előbb a Szerb-Horvát-Szlovén Királyság, majd Jugoszlávia része lett. 1941. május 25-én az usztasák tizennégy helybeli szerbet hívtak be Korenicára személyazonosságuk igazolására. A felhívásnak mindnyájan eleget tettek. Korenicáról a jadovnói gyűjtőtáborba hurcolták, ahol agyonverték őket. 1991-ben a falu lakosságát kétharmad részben szerbek alkották. 1991-ben a független Horvátország része lett, de szerb lakossága még az évben Krajinai Szerb Köztársasághoz csatlakozott. A horvát hadsereg 1995. augusztus 6-án a Vihar hadművelet keretében foglalta vissza a község területét. A falunak 2011-ben 248 lakosa volt, akik ma főként a turizmusból, magánszállások kiadásából élnek.

## Lakosság
| Lakosság változása | Lakosság változása | Lakosság változása | Lakosság változása | Lakosság változása | Lakosság változása | Lakosság változása | Lakosság változása | Lakosság változása | Lakosság változása | Lakosság változása | Lakosság változása | Lakosság változása | Lakosság változása | Lakosság változása | Lakosság változása |
| ------------------ | ------------------ | ------------------ | ------------------ | ------------------ | ------------------ | ------------------ | ------------------ | ------------------ | ------------------ | ------------------ | ------------------ | ------------------ | ------------------ | ------------------ | ------------------ |
| 1857               | 1869               | 1880               | 1890               | 1900               | 1910               | 1921               | 1931               | 1948               | 1953               | 1961               | 1971               | 1981               | 1991               | 2001               | 2011               |
| 0                  | 0                  | 0                  | 235                | 222                | 254                | 221                | 259                | 164                | 172                | 201                | 194                | 182                | 457                | 298                | 248                |

(1880-ig lakosságát Prijebojhoz számították.)